# Garbatka-Zbyczyn
Garbatka-Zbyczyn – wieś w Polsce położona w województwie mazowieckim, w powiecie kozienickim, w gminie Garbatka-Letnisko.
| SIMC    | Nazwa         | Rodzaj    |
| ------- | ------------- | --------- |
| 1055055 | Grudzka Droga | część wsi |
| 1055061 | Majorat       | część wsi |

W latach 1975–1998 miejscowość administracyjnie należała do województwa radomskiego.
Wierni kościoła rzymskokatolickiego należą do parafii Trójcy Świętej w Gródku.